# Isobutylacetaat
Isobutylacetaat, systematisch: 2-methylpropylethanoaat, is een organische verbinding, meer precies een ester, met als brutoformule C6H12O2. De stof komt voor als een ontvlambare kleurloze vloeistof, die matig oplosbaar is in water. Ze heeft een fruitige geur, die echter in hoge concentraties storend kan werken. Het komt van nature voor in aardbeien, peren en andere geurende planten.
Isobutylacetaat heeft een aantal structuurisomeren:
- butylesters:
  - n-butylacetaat
  - sec-butylacetaat
  - tert-butylacetaat
- daarnaast ook formiaten, propionaten, butyraten en verschillende isomere vetzuren

Isobutylacetaat is een veelgebruikt organisch oplosmiddel, onder andere voor cellulosenitraat en vernis.

## Synthese
Isobutylacetaat kan bereid worden door middel van een verestering (veelal een Fischer-Speier-verestering) van 2-methylpropan-1-ol met azijnzuur.

## Toxicologie en veiligheid
Isobutylacetaat reageert met sterk oxiderende stoffen, sterke zuren en sterke basen, waardoor kans op brand en ontploffing ontstaat.
De damp is matig irriterend voor de ogen en de luchtwegen. Isobutylacetaat kan effecten hebben op het centraal zenuwstelsel. Blootstelling ver boven de toegestane blootstellingsgrenzen kan het bewustzijn verminderen en leiden tot keelpijn, duizeligheid en hoofdpijn.